# برونو، ساسکاچوان
برونو، ساسکاچوان (به انگلیسی: Bruno, Saskatchewan) یک منطقهٔ مسکونی در کانادا است که در ساسکاچوان واقع شده‌است. برونو ۵۷۴ نفر جمعیت دارد.